# Санта Марија (Трапани)
Санта Марија је насеље у Италији у округу Трапани, региону Сицилија.
Према процени из 2011. у насељу је живело 144 становника. Насеље се налази на надморској висини од 48 м.